# Kentucky Derby 1920
Kentucky Derby 1920 var den fyrtiosjätte upplagan av Kentucky Derby. Löpet reds den 8 maj 1920 över 1 1⁄4 miles (2 012 m). Löpet vanns av Paul Jones som reds av Ted Rice och tränades av William M. Garth.
Förstapriset i löpet var 30 375 dollar. Sjutton hästar deltog i löpet efter att hästarna Golden Broom, Kinnoul, Simpleton, Ethel Gray och Westwood strukits innan löpet.

## Resultat
| P  | S  | Häst          | Jockey              | Tränare                 | Ägare                | Tid    |
| -- | -- | ------------- | ------------------- | ----------------------- | -------------------- | ------ |
| 1  | 2  | Paul Jones    | Ted Rice            | William M. Garth        | Ral Parr             | 2:09.0 |
| 2  | 5  | Upset         | José Rodriguez      | James G. Rowe Sr.       | Harry P. Whitney     |        |
| 3  | 13 | On Watch      | Newton Barrett      | Max Hirsch              | George W. Loft       |        |
| 4  | 8  | Damask        | Eddie Ambrose       | Mose Goldblatt          | Harry P. Whitney     |        |
| 5  | 7  | Donnacona     | William O'Brien     | Max Hirsch              | George W. Loft       |        |
| 6  | 15 | Blazes        | Clarence Kummer     | William M. Garth        | Ral Parr             |        |
| 7  | 4  | By Golly      | Lawrence Lyke       | Herbert J. Thompson     | Edward R. Bradley    |        |
| 8  | 14 | Wildair       | Laverne Fator       | James G. Rowe Sr.       | Harry P. Whitney     |        |
| 9  | 9  | Bersagliere   | Thomas Murray       | James N. Evans          | Gifford A. Cochran   |        |
| 10 | 6  | Patches       | Jack Hanover        | Albert B. "Alex" Gordon | F. C. Bain           |        |
| 11 | 1  | Herron        | James Butwell       | William J. Daly         | E. Alvarez           |        |
| 12 | 10 | Sandy Beal    | J. Williams         | Nathanial K. Beal       | W. S. Murray         |        |
| 13 | 3  | Prince Pal    | Andy Schuttinger    | William M. Wallace      | Simms & Oliver       |        |
| 14 | 11 | David Harum   | Charles Fairbrother | William H. Karrick      | William R. Coe       |        |
| 15 | 12 | Cleopatra     | Linus McAtee        | William H. Karrick      | William R. Coe       |        |
| 16 | 17 | Peace Pennant | Mack Garner         | Joseph S. Hawkins       | William F. Polson    |        |
| 17 | 16 | Sterling      | John Callahan       | Charles C. Van Meter    | Charles C. Van Meter |        |

Segrande uppfödare: John E. Madden; (KY)